# Sadek al-Azem
Pour les articles homonymes, voir al-Azem.
 (décembre 2016).
Si vous disposez d'ouvrages ou d'articles de référence ou si vous connaissez des sites web de qualité traitant du thème abordé ici, merci de compléter l'article en donnant les références utiles à sa vérifiabilité et en les liant à la section « Notes et références ».
Sadik Al-Azm ou Sadek Al-Azem (ar) صادق جلال العظم ; translittération : Sadīq Jalāl al-ʿAzm, né en novembre 1934 à Damas (Syrie) et mort le 11 décembre 2016 à Berlin (Allemagne), est un philosophe syrien.

## Biographie
Sadik Al-Azm a obtenu un B.A. en philosophie de l'université américaine de Beyrouth en 1957. Il a continué ses études à l'université Yale aux États-Unis, obtenant un M.A. en 1959 puis un Ph.D. en 1961, en philosophie moderne.
Il revient en Syrie en 1962, étant professeur à l'université de Damas.
Puis de 1963 à 1968 il est professeur à l'université américaine de Beyrouth et en 1969 enseigne à l'université de Jordanie. Il enseignera de nouveau la philosophie moderne à l'université de Damas  de 1977 à 1999.
Il a enseigné en tant que professeur invité dans beaucoup d'universités dans le monde, dont celle de Berlin et de Hambourg. 
Son travail repose essentiellement dans l'étude de l'histoire de la modernisation de l'Europe, aussi bien au niveau technologique que politique et de sa possible application dans le monde arabo-musulman, et en particulier dans l'application d'une politique séculière dans le monde arabe. 
En 2001, il signe un manifeste réclamant la démocratisation de la Syrie, et la proclamation d'un État de droit.
En juin 2005, il devient docteur honoris causa à l'université de Hambourg.
Prix Erasme 2004 avec la marocaine Fatima Mernissi et l'iranien Abdolkarim Soroush, Médaille Goethe 2015.

## Ouvrages
- 1967 (en) Kant's Theory of Time, New York, Philosophical Library.
- 1969 (ar) Naqd al-Fikr al-Dini (La critique de la pensée religieuse), Beyrouth.
- 1972 (en) The Origins of Kant's Arguments in the Antinomies, Oxford, Clarendon/Oxford University Press.
- 1980 (en) Four Philosophical Essays Damascus, Damascus University Publications.
- 1992 (en) The Mental Taboo:Salman Rushdie and the Truth Within Literature., Londres, Riad El-Rayess Books.
- 2004 (de) Islam und säkularer Humanismus, Tübingen
- 2008 Ces interdits qui nous hantent, éditions Parenthèses - MMSH - IFPO, coll. « Parcours méditerranéens ».
- 2011 (en) Self-Criticism After the Defeat., Saqi Books. Londres.

### Étude
- Ghassan Finianos, Islamistes, apologistes et libres penseurs, Presses universitaires de Bordeaux, 2006 (2e édition), pages 229-236.